# 217 هـ
217 هـ هي سنة في التقويم الهجري امتدت مقابلةً في التقويم الميلادي بين سنتي 832 و833.

## مواليد
- محمد بن إسحاق الفاكهي
- عبد الله بن أحمد التميمي قاضي القيروان في الدولة الأغلبية.

## وفيات
- سريج بن النعمان
- موسى بن داود